# Thomas Northoff
Thomas Northoff (* 18. November 1947 in Wien) ist ein österreichischer Schriftsteller. 
Er veröffentlichte unter anderem Romane und Lyrik. Als fortlaufende Projekte betreibt er das Österreichische GraffitiArchiv für Literatur, Kunst und Forschung und das literarische Projekt StadtLeseBuch/Letztes VolksBuch. Thomas Northoff lebt in Wien.

## Publikationen
- Stets ein leichtes Hungergefühl. Roman. Verlag Hannibal, Wien 1981.
- Schmutz und Schund. Geschichten über Gott und die Welt. Verlag Hannibal, Wien 1983.
- Die Ohnmacht vor dem Ganzen der Welt. Wien 1992.
- Stichwort Stadt. Postkartensammlung. Gemeinsam mit Bodo Hell und Hil de Gard. Wien 1992.
- In dem Lande sogar Jubel und Trauer befohlen wurden. Beiträge zur kollektiven Sicherheit. Verlag Das fröhliche Wohnzimmer, Wien 1993.
- StadtLeseBruch. Wien 1993.
- Vergebliche Versuche. Edition aha, Wien 1997
- LUST.IG VERLIEREN. herbstpresse, Wien 2004.
- Graffiti. Die Sprache an den Wänden. Löcker, Wien 2005.
- Nein Eleven. Entwurf nach der Wirklichkeit. Lyrik der Gegenwart 47. Edition Art Science, St. Wolfgang, 2015. ISBN 978-3-902864-42-0.